# Trachichthyidae

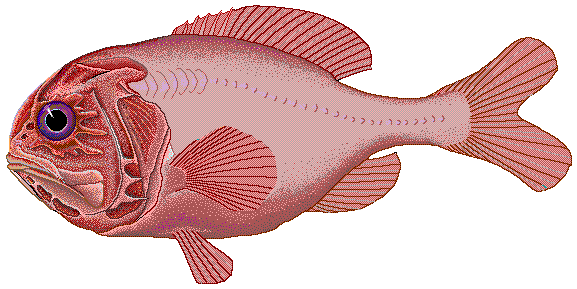
Hoplostethus atlanticus

Los Trachichthyidae o peces relojes es una familia de peces marinos incluida en el orden Beryciformes, que se distribuye por los océanos Atlántico, Índico y Pacífico, entre los 100 y 1500 m de profundidad.
Tienen una espina muy característica en el ángulo del preopérculo, así como una apuntada espina en la parte posterior del hueso postemporal. La aleta pélvica tiene una espina normal y 6 o 7 radios blandos, la aleta dorsal 3 a 8 espinas y 10 a 19 radios blandos, la aleta anal 2 a 3 espinas y 8 a 12 radios blandos; la aleta caudal a menudo con 4 a 7 grandes espinas en cada lóbulo.
Presentan una cresta mediana de escudos en el abdomen, con gran variación interespecífica en el tipo de escamas, aunque siempre con el cuerpo comprimido. Algunas especies son abisales con órganos bioluminiscentes y el tamaño máximo descrito es de 55 cm.

## Géneros
Existen 49 especies agrupadas en 8 géneros:
- Género Aulotrachichthys (Fowler, 1938)
  - Aulotrachichthys argyrophanus (Woods, 1961)
  - Aulotrachichthys atlanticus (Menezes, 1971) - Reloj luminoso atlántico
  - Aulotrachichthys heptalepis (Gon, 1984)
  - Aulotrachichthys latus (Fowler, 1938)
  - Aulotrachichthys novaezelandicus (Kotlyar, 1980)
  - Aulotrachichthys prosthemius (Jordan y Fowler, 1902)
  - Aulotrachichthys pulsator (Gomon y Kuiter, 1987)
  - Aulotrachichthys sajademalensis (Kotlyar, 1979)
- Género Gephyroberyx (Boulenger, 1902)
  - Gephyroberyx darwinii (Johnson, 1866) - Reloj de Darwin o carajuelo del fondo
  - Gephyroberyx japonicus (Döderlein, 1883)
  - Gephyroberyx philippinus (Fowler, 1938)
- Género † Hoplopteryx  Agassiz 1839
  - † Hoplopteryx antiquus (Agassiz 1839)
  - † Hoplopteryx brevis (Bayer 1905)
  - Hoplopteryx lewesiensis (Mantell 1822)
  - Hoplopteryx simus (Woodward 1902)
- Género Hoplostethus (Cuvier en Cuvier and Valenciennes, 1829)
  - Hoplostethus abramovi (Kotlyar, 1986)
  - Hoplostethus atlanticus (Collett, 1889) - Reloj anaranjado o reloj del Atlántico
  - Hoplostethus cadenati (Quéro, 1974) - Reloj negro
  - Hoplostethus confinis (Kotlyar, 1980)
  - Hoplostethus crassispinus (Kotlyar, 1980)
  - Hoplostethus druzhinini (Kotlyar, 1986)
  - Hoplostethus fedorovi (Kotlyar, 1986)
  - Hoplostethus fragilis (de Buen, 1959)
  - Hoplostethus gigas (McCulloch, 1914)
  - Hoplostethus intermedius (Hector, 1875)
  - Hoplostethus japonicus (Hilgendorf, 1879)
  - Hoplostethus latus (McCulloch, 1914)
  - Hoplostethus marisrubri (Kotlyar, 1986)
  - Hoplostethus mediterraneus mediterraneus (Cuvier, 1829) - Reloj común o reloj mediterráneo
  - Hoplostethus mediterraneus sonodae (Kotlyar, 1986)
  - Hoplostethus mediterraneus trunovi (Kotlyar, 1986)
  - Hoplostethus melanopterus (Fowler, 1938)
  - Hoplostethus melanopus (Weber, 1913) - Reloj escama-pequeña
  - Hoplostethus mento (Garman, 1899) - Guadaña común o pez guadaña
  - Hoplostethus metallicus (Fowler, 1938)
  - Hoplostethus mikhailini (Kotlyar, 1986)
  - Hoplostethus occidentalis (Woods, 1973)
  - Hoplostethus pacificus (Garman, 1899) - Pez guadaña
  - Hoplostethus ravurictus (Gomon, 2008)
  - Hoplostethus rifti (Kotlyar, 1986)
  - Hoplostethus robustispinus (Moore y Dodd, 2010)
  - Hoplostethus rubellopterus (Kotlyar, 1980)
  - Hoplostethus shubnikovi (Kotlyar, 1980)
  - Hoplostethus tenebricus (Kotlyar, 1980)
  - Hoplostethus vniro (Kotlyar, 1995)
- Género Optivus (Whitley, 1947)
  - Optivus agastos (Gomon, 2004)
  - Optivus agrammus (Gomon, 2004)
  - Optivus elongatus (Günther, 1859)
- Género Paratrachichthys (Waite, 1899)
  - Paratrachichthys fernandezianus (Günther, 1887)
  - Paratrachichthys trailli (Hutton, 1875)
- Género Parinoberyx (Kotlyar, 1984)
  - Parinoberyx horridus (Kotlyar, 1984)
- Género Sorosichthys (Whitley, 1945)
  - Sorosichthys ananassa (Whitley, 1945)
- Género Trachichthys (Shaw en Shaw y Nodder, 1799)
  - Trachichthys australis (Shaw, 1799)